# 布赫
布赫（1926年3月—2017年5月5日），漢名云曙光，蒙古族，内蒙古自治区呼和浩特市土默特左旗人，中国共产党、中华人民共和国政治人物，原副国级领导人。他是原国家副主席、开国上将乌兰夫长子。
曾任第十二、十三届中央委员；第八、九屆全国人民代表大会常务委员会副委员长。

## 生平
1939年7月参加工作，1942年7月加入中国共产党。延安大学民族学院毕业，大学文化。1939年至1946年，在延安陕北公学、延安民族学院、延安大学民族学院学习。1946年起，历任内蒙古自治运动联合会组织部干事，内蒙古自治学院中学部副主任兼政治部教员，内蒙古文工团副团长、党支部书记、团长。1954年至1974年，任内蒙古自治区文化局副局长、党组书记兼自治区文联主任，中苏友协内蒙古分会秘书长，中共内蒙古自治区党委代常委，自治区文委党委代书记、主任。1974年至1978年，任中共包头市委书记、市革委会副主任，中共内蒙古自治区党委宣传部副部长、部长。1978年至1981年，任中共内蒙古自治区党委常委，国家民委副主任，呼和浩特市委第一书记、市长、警备区第一政委。1982年至1993年，任中共内蒙古自治区委副书记、内蒙古自治区人民政府主席。1993年3月，任第八届全国人大常委会副委员长。1998年3月，第九届全国人大第一次会议上，他当选全国人民代表大会常务委员会副委员长。
2017年5月5日15时28分，在北京逝世，中央评价布赫是“中国共产党的优秀党员，久经考验的忠诚的共产主义战士，无产阶级革命家，杰出的民族工作领导人”。

## 家庭
- 父亲乌兰夫，开国上将，曾任中华人民共和国副主席。
- 夫人珠兰其其柯，为内蒙古电影制片厂副厂长、厂长兼导演。
- 女儿布小林，曾任中共内蒙古自治区党委副书记、内蒙古自治区人民政府主席。